# Киргизская народная поэзия
Традиция устной поэзии складывалась у киргизов веками. Она включает различные лирические жанры, пословицы и поговорки (макал-лакап), песни, плачи, заговоры, а также крупные эпические произведения — «Курманбек», «Кедей-хан», «Кожожан», «Сарынжи-Бокей», «Олджобай и Кишимджан», «Жаныл Мырза». Наиболее известно монументальное произведение «Манас». Популяризаторами эпоса выступали сказители — манасчи, знавшие на память более 250 тысяч стихотворных строк.

## Переводы на русский язык
- Народная лирика Киргизии. / Перевод Н. Гребнева. — Фрунзе, 1962. — 134 с.
- Слово безвестных мудрецов. Киргизские пословицы. / Перевод Н. Гребнева. Иллюстрации В. Стацинского. — «Кыргызстан», Киргизская ССР, 1968. — 180 с.
- Киргизская лирика. Устное народное творчество. Песни и заговоры. Небылицы. Загадки. Пословицы. Изречения. / Перевод Н. Гребнева. — Фрунзе: «Мектеп», 1975. — 234 с.
- Караван мудрости. Народные изречения и пословицы Средней Азии: узбекские, киргизские, таджикские, туркменские, каракалкакские. / Перевод Н. Гребнева. — «Детская литература». — М., 1975, 1980. — (Школьная библиотека для нерусских школ.) — 48 с. С илл.
- Мудрость отцов. Пословицы и поговорки народов Средней Азии. / Перевод Н. Гребнева. — Ашхабад: «Магарыф», 1984. — 176 с.
- Узоры на коврах. Песни народов Средней Азии: узбекские, киргизские, таджикские, туркменские, уйгурские, каракалпакские. / Перевод Н. Гребнева. — Ташкент, 1985. — 454 с.
- Акыны. Акыны Киргизии в переводах М. Ватагина. — Бишкек: «Адабият», 1991. — 220 с.